# Sean O'Pry
Sean Richard O'Pry (5 de julho de 1989, ) é um modelo norte-americano da Geórgia.

## Carreira
Em 2006, aos 17 anos O'Pry foi observado a partir de suas fotos na rede social Myspace por Nolé Marin. Bert Hamilton, um fotógrafo de sua cidade natal Kannesaw na Geórgia tomou sua imagem de destaque em um artigo, depois disso sua carreira decolou.Desde então, O'Pry tem sido destaque em várias campanhas publicitárias e editoriais para Calvin Klein, Giorgio Armani, Versace, Dolce & Gabbana, Ralph Lauren, Gianfranco Ferré , H&M, Armani Jean , Marc Jacobs, Emporio Armani, Lacoste, Dsquared 2, American Eagle, Bottega Veneta, DKNY , Fendi, GQ , Dazed & Confused, V, Detalhes, Barneys, Uniqlo, Bloomingdale, Belstaff , D2, Arena , Diesel, Gap, JOOP! e Numéro Homme . Atualmente, ele é o rosto da Bottega Veneta e Zara.
Suas credenciais incluem a abertura da pista Versace , Yves Saint Laurent, Givenchy e Salvatore Ferragamo, e fechando Moschino, Trussardi e Zegna . Outros designers que ele andou para incluir Roberto Cavalli, Louis Vuitton, Chanel, Michael Kors e Hermès.
Em novembro de 2011, foi relatado O'Pry para estrelar campanha de Viktor & Rolf 's fragrância Spicebomb. 
O Modelo aparece ao lado da cantora Taylor Swift no videoclipe mais assistido da VEVO "Blank Space" do mais recente trabalho da cantora, 1989.

## Conquistas

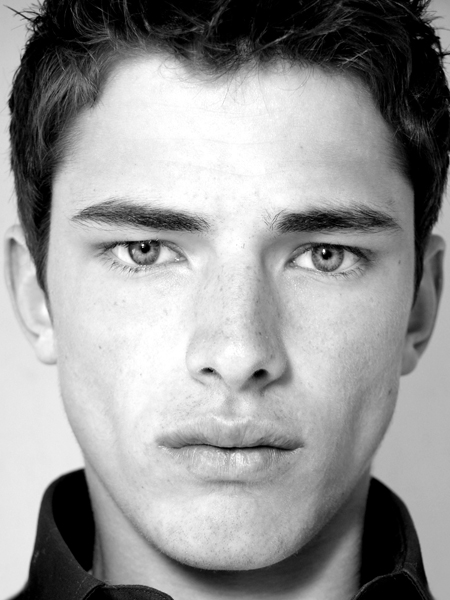
Modelo Sean Richard O'Pry, fotografado por Bert Hamilton

A partir de setembro de 2013, ele é o modelo masculino mais bem sucedido do mundo no models.com lista dos Top 50 modelos masculinos internacionais tendo ocupado esta posição por dois anos.Em junho de 2009, ele foi nomeado masculino mais bem sucedido do mundo modelo de 2009 pela Forbes publicações.Anteriormente, ele havia sido nomeado oitavo modelo masculino mais bem sucedido do mundo de 2008 pela mesma revista. 
Ele foi o rosto da Calvin Klein por várias temporadas e é mais conhecido por ser da GQ Man para a temporada de 2007.Ele tem sido elogiado por seus lábios almofadado e olhos azuis encapuzados. 
Em 2014 o modelo americano esteve no Brasil e elogiou a top model brasileira Gisele Bündchen.

## Pessoal
O'Pry tem um irmão mais velho, Chris e uma irmã mais nova Shannon. Ele foi para a norte-Cobb High School. Seus hobbies incluem futebol americano , golfe e lacrosse .
Ele tem um patrimônio líquido de US $ 6,5 milhões.